# Лаудон (Теннессі)
Лаудон (англ. Loudon) — місто (англ. town) в США, в окрузі Лаудон штату Теннессі. Населення — 5991 особа (2020).

## Географія
Лаудон розташований за координатами 35°44′28″ пн. ш. 84°21′40″ зх. д. / 35.74111° пн. ш. 84.36111° зх. д. (35.741089, -84.361133).  За даними Бюро перепису населення США в 2010 році місто мало площу 36,86 км², з яких 35,79 км² — суходіл та 1,08 км² — водойми. В 2017 році площа становила 33,41 км², з яких 32,36 км² — суходіл та 1,05 км² — водойми.

### Клімат
| Клімат : Лаудон       | Клімат : Лаудон | Клімат : Лаудон | Клімат : Лаудон | Клімат : Лаудон | Клімат : Лаудон | Клімат : Лаудон | Клімат : Лаудон | Клімат : Лаудон | Клімат : Лаудон | Клімат : Лаудон | Клімат : Лаудон | Клімат : Лаудон | Клімат : Лаудон |
| Показник              | Січ.            | Лют.            | Бер.            | Квіт.           | Трав.           | Черв.           | Лип.            | Серп.           | Вер.            | Жовт.           | Лист.           | Груд.           | Рік             |
| Середній максимум, °C | 10,0            | 12,2            | 16,1            | 22,2            | 26,7            | 31,1            | 32,8            | 32,2            | 29,4            | 23,3            | 16,1            | 10,6            | 21,7            |
| Середній мінімум, °C  | −1,7            | −1,1            | 1,7             | 6,7             | 12,2            | 16,7            | 18,9            | 18,3            | 14,4            | 7,8             | 1,7             | −1,7            | 7,8             |
| Норма опадів, мм      | 127             | 130             | 135             | 109             | 97              | 102             | 124             | 99              | 81              | 74              | 89              | 124             | 1290            |
| --------------------- | --------------- | --------------- | --------------- | --------------- | --------------- | --------------- | --------------- | --------------- | --------------- | --------------- | --------------- | --------------- | --------------- |
| Джерело: Weatherbase  |                 |                 |                 |                 |                 |                 |                 |                 |                 |                 |                 |                 |                 |

## Демографія
Згідно з переписом 2010 року, у місті мешкала 5381 особа в 2142 домогосподарствах у складі 1309 родин. Густота населення становила 146 осіб/км².  Було 2426 помешкань (66/км²).
Расовий склад населення:
| - 83,2 % — білих - 2,9 % — чорних або афроамериканців - 1,2 % — азіатів - 0,2 % — корінних американців - 0,1 % — вихідців з тихоокеанських островів - 10,9 % — осіб інших рас |

До двох чи більше рас належало 1,5 %. Частка іспаномовних становила 16,1 % від усіх жителів.
За віковим діапазоном населення розподілялося таким чином: 23,6 % — особи молодші 18 років, 56,8 % — особи у віці 18—64 років, 19,6 % — особи у віці 65 років та старші. Медіана віку мешканця становила 41,4 року. На 100 осіб жіночої статі у місті припадало 87,7 чоловіків;  на 100 жінок у віці від 18 років та старших — 84,2 чоловіків також старших 18 років.
Середній дохід на одне домашнє господарство  становив 44 875 доларів США (медіана — 31 542), а середній дохід на одну сім'ю — 57 139 доларів (медіана — 44 226). Медіана доходів становила 34 805 доларів для чоловіків та 27 250 доларів для жінок. За межею бідності перебувало 27,7 % осіб, у тому числі 40,1 % дітей у віці до 18 років та 16,1 % осіб у віці 65 років та старших.
Цивільне працевлаштоване населення становило 2022 особи. Основні галузі зайнятості: виробництво — 25,8 %, освіта, охорона здоров'я та соціальна допомога — 13,5 %, роздрібна торгівля — 10,4 %, транспорт — 9,5 %.